# Verticordia brachypoda
Verticordia brachypoda är en myrtenväxtart som beskrevs av Porphir Kiril Nicolai Stepanowitsch Turczaninow. Verticordia brachypoda ingår i släktet Verticordia och familjen myrtenväxter. Inga underarter finns listade i Catalogue of Life.